# Ланген, Вегард Стаке
Вегард Стаке Ланген (норв. Vegard Stake Laengen, род. 7 февраля 1989 года в Осло, Норвегия)— норвежский профессиональный шоссейный велогонщик, выступающий за команду UAE Team Emirates.

## Личная жизнь
Имеет брата-близнеца.

### Достижения
- 2010
  - Победитель генеральной классификации Giro del Friuli
- 2011
  - 2 место на Чемпионате Норвегии
  - 3 место на Triptyque des Monts et Châteaux
- 2012
  - Победитель 5 этапа Tour de Beauce
- 2013
  - 3 место на Tour du Doubs
- 2015
  - Победитель генеральной классификации Tour Alsace
    - Победитель 3 этапа

  - 3 место на Чемпионате Норвегии в групповой гонке
- 2016
  - 3 место на 9 этапе Джиро д’Италия
  - 2 место на Чемпионате Норвегии в индивидуальной гонке с раздельным стартом
- 2017
  - 6 место в генеральной классификации на Туре Калифорнии
  - 8 место на Gran Premio di Lugano
  -  Приз самому агрессивному гонщику на 6 этапе Тур де Франс

## Статистика выступлений наГранд Турах
| Гранд Тур | 2016 | 2017 |
| --------- | ---- | ---- |
| Джиро     | 83   | -    |
| Тур       | -    | 127  |
| Вуэльта   | 81   | -    |